# Kasimov
Kasimov (Касимов în rusă, Qasím în tătară) este un oraș în regiunea Riazan în Rusia, și centrul administrativ a districtului Kasimovsky. Orașul este situat pe malul stâng a râului Oka și a avut o populație de 38.000 de locuitori în 2000.

## Istorie
Orașul a fost fondat în 1152 de Iuri Dolgoruki sub numele Grodeț, mai târziu cunoscut ca Gorodeț Meșciorski (Городец Мещёрский în rusă). În 1376, localitatea a fost distrusă de invadatori tătaro-mongoli, dar a fost în curând reconstruită sub numele Novîi Nizovoi (Новый Низовой în rusă). În 1452, marele cneaz al Moscovei Vasili al II-lea  a cedat orașul hanului Qasim, fiul primului han al Kazanului,  Ulugh Mohammat. După 1471, sub domnia tătară, orașul a fost cunoscut sub numele Qasím. A rămas capitala hanatului Qasím până în 1681, când acest hanat a fost reintegrat în Rusia.

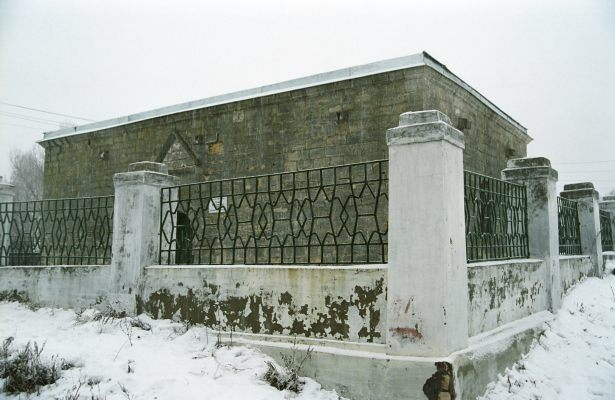
Mausoleul lui Şahgali

Un grup de tătari s-a reașezat în Kasimov în secolul al XV-lea. Ei vorbeau dialectul mișar a limbii tătare. Din secolul al XIII-lea, Kasimovul a fost un centrul islamic important în regiune și astăzi se află aici o moschee din 1467 și mausoleul hanilor Șahgali și Afgan Mohammad. Deși istoria sa a fost influențată de tătari, astăzi populația vorbitoare de limba tătară numără doar 500 de locuitori, mai puțin decât cei 2.000 în anul 1910.

### Populație istorică
- 1910 - 17.000
- 2000 - 38.000